# پادتن‌ها (فیلم)
«پادتن‌ها» (آلمانی: Antikörper) فیلمی در ژانر تریلر روانشناسانه است که در سال ۲۰۰۵ منتشر شد. از بازیگران آن می‌توان به نورمن ریداس اشاره کرد.